# 爱德华·维亚尔
让-爱德华·维亚尔（法語：Jean-Édouard Vuillard，法語發音：[ʒɑ̃ edwaʁ vɥijaʁ]；1868年11月11日—1940年6月21日），法国画家，纳比派成员。其作品多为肖像画、室内画和装饰性壁屏，常以周围常见的食物为题材。维亚尔实现了拉斯金、莫里斯等人提出的“艺术平等”口号。

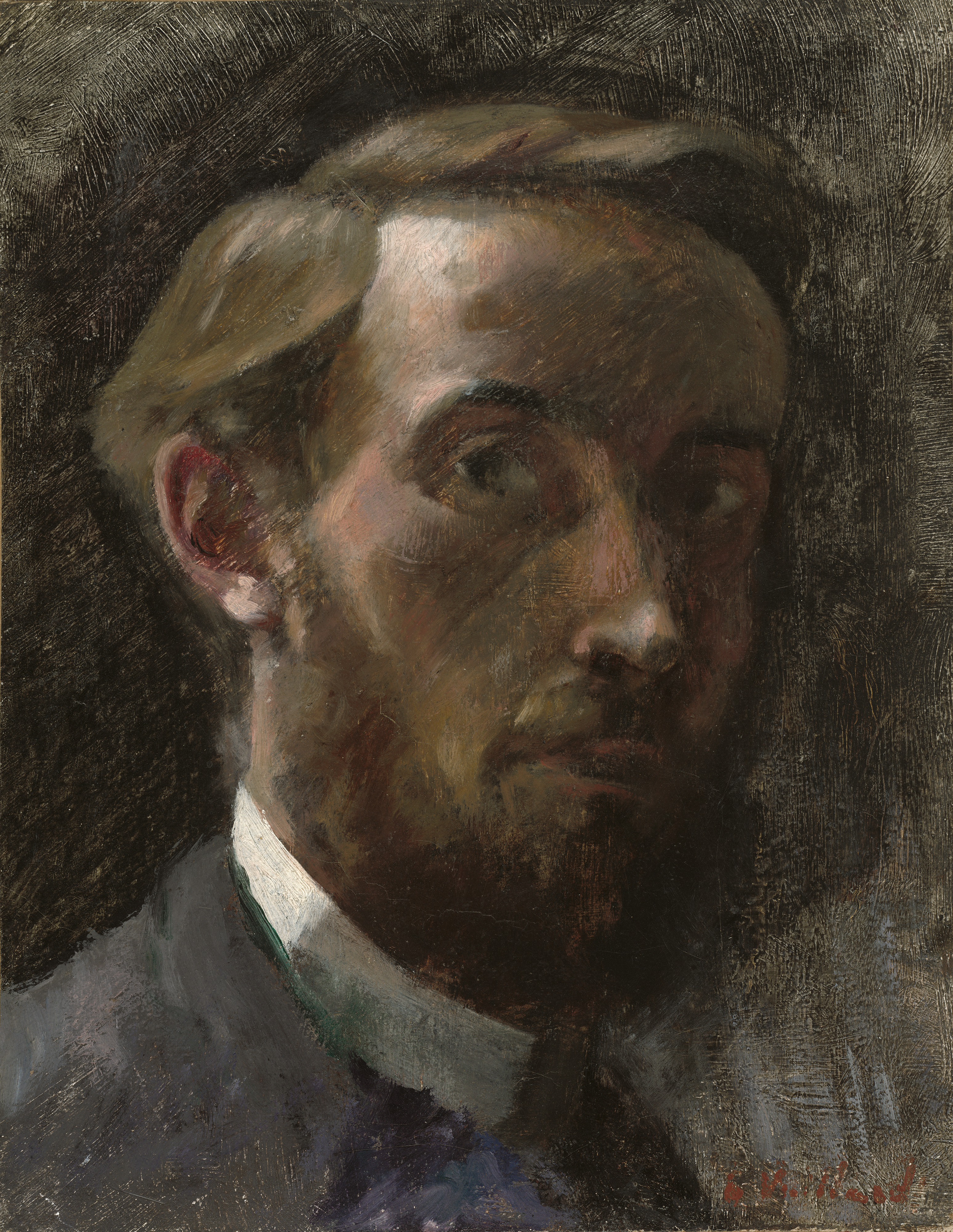
自畫像

## 生平
1868年11月11日生于勃艮第地区小镇屈索的一个富裕家庭，父亲先后任海军军官和税务员，母亲是裁缝。他有一个哥哥和一个姐姐。1877年随父亲迁居巴黎，6年后父亲去世，家庭来源全靠母亲支撑。这个时期他们经常搬家。1883年入孔多塞高級中學，在同学鲁塞尔劝说下学习艺术。1887年进入巴黎美术学院。他一生都在努力创作。